# Jay Wheeler
José Ángel López Martínez (Salinas, Puerto Rico; 25 de abril de 1994), conocido como Jay Wheeler, es un cantante, compositor, productor discográfico y bailarín puertorriqueño.

## Biografía
En su infancia fue víctima de bullying. Su interés en la música comenzó desde temprana edad, inició en la producción y haciendo videos haciendo covers para plataformas como Instagram y YouTube.

## Carrera musical

### Inicios
Debutó como cantante en 2016 con la canción «Ahora estoy mejor», y posteriormente lanzó canciones como «Más que tu amigo», «Si te atreves» y «No es normal» en ese mismo año y con el paso del tiempo publicó canciones como «Mia», «Imagínate», «No me olvidas» y «Elévate», las cuales publicó en 2017.
En 2018, comenzó a posicionarse aún más cuando firmó con Dynamic Records del productor Siru y lanzó canciones como «Olvídalo», «Deseas», «No me engañas», «Equivocada», «Por tu culpa», «Dime porque», «Mencióname», «Mia Khalifa», «Tal vez» y «Un pecado», las cuales fueron lanzadas en el mismo año.

### 2019-2021:PlatónicoyEl amor y yo
En 2019, lanzó canciones como «Por tu culpa (Remix)», «Mensaje de voz», «Quédate sola» y publicó su primer álbum de estudio titulado Platónico, el cual contó con la colaboración de Farruko y en 2020, lanzaría su segundo álbum de estudio titulado Platonicos, el cual alcanzó la posición #26 en el Top Latin Albums de Billboard.
En 2020, el cantante recibió dos nominaciones para los Premios Tu Música Urbano en las categorías de top urbano Puerto Rico y álbum new generation por Platonico, Asimismo, el 14 de agosto de 2020 interpretó el tema «La curiosidad» con el cantante y rapero Puertorriqueño Myke Towers durante su presentación en el preshow de los Premios Juventud.

### Desde 2022:Emociones
En agosto de 2022, lanzó su cuarto álbum de estudio titulado Emociones, este cuenta con diecinueve sencillos y colaboraciones con artistas como el Alfa, Jhayco, DJ Nelson y Mora. Lanzó la canción Pacto junto a Luar la L, Hades 66 y Dei V la cual causó un gran reveló, por lo que se hizo un remix con los artistas Anuel y Bryant Myers cuyo video llegó a más de 160 millones de views.

## Influencias musicales
Jay Wheeler cita a J Balvin, Nicky Jam, Bad Bunny, Daddy Yankee, Arcángel, entre otros, como los cantantes que siempre lo han inspirado en su carrera artística.

## Discografía
Desde que comenzó su carrera en el año 2016, Jay, lanzó 4 álbumes de estudio y 2 extended plays

### Álbumes de estudio
- 2019: Platónico
- 2020: Platónicos
- 2022: El amor y yo
- 2022: Emociones
- 2023: Trappii
- 2024: Música buena para días malos
- 2025: Girasoles

### EP
- 2022: De mi para ti
- 2023: Emociones  1.5

## Premios y nominaciones
Premios Tu Música Urbano
| Año  | Nominado                                       | Galardón                    | Resultado | Ref.   |
| ---- | ---------------------------------------------- | --------------------------- | --------- | ------ |
| 2020 | Jay Wheeler                                    | Top Urbano Puerto Rico      | Nominado  | [ 10 ] |
| 2020 | Platónico                                      | Álbum New Generation        | Nominado  | [ 10 ] |
| 2023 | Jay Wheeler                                    | Top Artista Pop Urbano      | Ganador   | [ 14 ] |
| 2023 | «Si te preguntan» (ft. Prince Royce, Nicky Jam | Top Canción Tropical Urbano | Ganador   | [ 14 ] |

Premios Lo Nuestro
| Año  | Nominado    | Galardón                     | Resultado | Ref.   |
| ---- | ----------- | ---------------------------- | --------- | ------ |
| 2021 | Jay Wheeler | Artista Revelación Masculino | Nominado  | [ 15 ] |

Premios Juventud
| Año  | Nominado    | Galardón                   | Resultado | Ref.          |
| ---- | ----------- | -------------------------- | --------- | ------------- |
| 2021 | Jay Wheeler | Nueva Generación Masculina | Ganador   | [ 16 ] [ 17 ] |

iHeartRadio Music Awards
| Año  | Nominado    | Galardón              | Resultado | Ref.   |
| ---- | ----------- | --------------------- | --------- | ------ |
| 2021 | Jay Wheeler | Best New Latin Artist | Nominado  | [ 18 ] |

Premios Grammy Latinos
| Año  | Nominado                          | Galardón                         | Resultado | Ref.   |
| ---- | --------------------------------- | -------------------------------- | --------- | ------ |
| 2021 | «La curiosidad» (ft. Myke Towers) | Mejor Interpretación de Reguetón | Nominado  | [ 19 ] |
| 2021 | «La curiosidad» (ft. Myke Towers) | Mejor Canción Urbana             | Nominado  | [ 19 ] |

Premios Heat
| Año  | Nominado    | Galardón                   | Resultado | Ref.   |
| ---- | ----------- | -------------------------- | --------- | ------ |
| 2023 | Jay Wheeler | Mejor Artista Región Norte | Ganador   | [ 20 ] |